# Parson Russell-terriër
De Parson Russell-terriër is een hondenras dat afkomstig is uit Engeland en sinds juli 1990 wereldwijd erkend door de FCI. Oorspronkelijk gefokt voor de jacht, is hij toch ook geschikt als gezinshond.

## Uiterlijk
De reuen bereiken idealiter een schouderhoogte van 36 centimeter en de teefjes 33 centimeter. Er is zowel een gladharig als een ruwharig type, maar in beide gevallen dient de vacht stug en gesloten te zijn. De kleur van de hond is voornamelijk wit met een tankleurige, zwarte of driekleur aftekening bij voorkeur aan de kop en bij de aanzet van de staart. Het is de hoogbenige variant van de Jackrussellterriër.

## Aard
De Parson Russell-terriër is een actieve en slimme hond, brutaal, waaks en soms zelfs wat overmoedig. Hij is sociaal, kan goed met andere huisdieren - zelfs katten - overweg en speelt graag met kinderen. Wel wil hij graag achter alles aan gaan wat wegrent, het jachtinstinct valt moeilijk te onderdrukken. Door zijn waaksheid worden vreemden duidelijk aangekondigd.
De Parson Russell-terriër is een hond met veel energie en moet elke dag flink kunnen rennen. In een huis met een klein stadstuintje zijn ze niet op hun plaats; buitenaf of op het erf van een boerderij kunnen ze zich uitleven en ook helpen met bestrijden van muizen, mollen en dergelijke.